# Rio Pangal (vattendrag i Chile)
Rio Pangal är ett vattendrag i Chile.   Det ligger i regionen Región de Aisén, i den södra delen av landet, 1 300 km söder om huvudstaden Santiago de Chile.
I omgivningarna runt Rio Pangal växer i huvudsak blandskog. Trakten runt Rio Pangal är nära nog obefolkad, med mindre än två invånare per kvadratkilometer.